# Esquiritas
Los Esquiritas (en griego Σκιρῖται, Skiritai) eran un pueblo perteneciente al estado lacedemonio, de estatus comparable al de los periecos. Estaban establecidos en Esquirítida, región montañosa y salvaje situada al norte de Laconia, en la frontera con Arcadia, entre el Oenos y el Eurotas.
Según los autores tardíos como Esteban de Bizancio o Hesiquio de Alejandría, los esquiritas eran de origen arcadio. Su modo de vida era esencialmente rural: su hábitat estaba enclavado en pueblos, los principales eran Oion y Caryai. Su territorio era inhóspito, pero estratégicamente importante para Esparta, ya que dominaba la ruta que llevaba hacia Tegea, lo que explica que cayera rápidamente bajo aquella. Su estatus social era semejante al de los periecos, pero Jenofonte (Helénicas V.2) los diferencia.
En época de guerra, los esquiritas formaban un cuerpo de élite de infantería ligera, un lochos (batallón), una parte de los 600 hombres, que servía de auxiliares del ejército ciudadano. Según Tucídides, (Historia de la Guerra del Peloponeso V.67.1), combatían en la extrema izquierda de la línea de batalla, que era el puesto más amenazado de la falange hoplítica: «de todas las épocas son los únicos de los lacedemonios en tener el privilegio de combatir separadamente y en este sitio». Por la noche, eran puestos de centinelas delante del ejército (Jenofonte, República de los lacedemonios XII.3) y hacen de exploradores para abrir camino al rey, al que son los únicos en preceder (ibid., XIII, 6).
En la Ciropedia (IV.2), Jenofonte los compara con los caballeros hircanios, utilizados por los asirios como retaguardia.